# او-۲۳۲۴
زیردریایی یو-۲۳۲۴ (به انگلیسی: German submarine U-2324) یک زیردریایی بود. این زیردریایی در سال ۱۹۴۴ ساخته شد.